# 佐竹祐人
佐竹 祐人（さたけ ゆうと、1991年 - ）は、NHKのアナウンサー。

## 人物
高知県出身。土佐高等学校、慶應義塾大学環境情報学部卒業後、2014年に入局。
初任地は静岡放送局。2018年大分放送局に異動。2020年京都放送局に異動。

## 嗜好・挿話
- 高校・大学時代は野球部に所属。ポジションは捕手[4]。
- 高校時代の同級生にTBSテレビ元アナウンサー（現：報道局社会部記者）の品田亮太がいる[5]。

## 出演
☆印は現在出演（担当）中。
静岡放送局時代　
- NHKニュース たっぷり静岡 - キャスター（吉田一貴不在時の代役で出演）
- ニュースしずおか845 - キャスター
- おはよう静岡 - キャスター

大分放送局時代
- フカイロ!
- ニュース845おおいた（不定期）
- 高専ロボコン2019 九州沖縄地区大会（NHK総合、2019年11月17日）- 実況

京都放送局時代　
- ニュース630 京いちにち→京いちにち - キャスター（江原啓一郎、竜田理史、岩槻里子不在時の代役で出演）
- 京都ニュース845-キャスター（不定期）
- 関西ラジオワイド（NHKラジオ第1放送、2021年1月17日・2月17日）
- スポーツ中継（サッカー・ラグビー・高校野球ほか）☆